# ملعب رابيمانانجارا
ملعب رابيمانانجارا (Rabemananjara Stadium) هو ملعب متعدد الأغراض يقع في مدينة ماهاجانجا شمال غرب مدغشقر ويسع 8000 متفرج. غالباً ما يستخدم الملعب لمباريات فريق فوسا جونيورز وفريق Tana FC Formation ‏، كما يستعمل الملعب من طرف منتخب مدغشقر لكرة القدم كملعب إضافي.